# Wang Jingwei

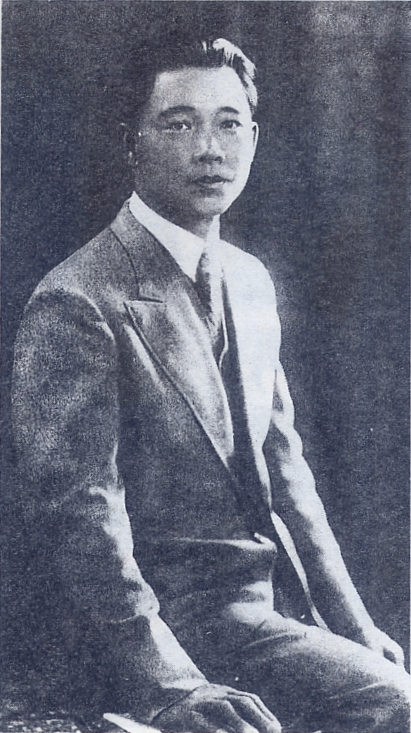
Wang Jingwei (1930)

Wang Jingwei (chinesisch 汪精衛 / 汪精卫, Pinyin Wāng Jīngwèi, W.-G. Wang Ching-wei, Jyutping Wong1 Zing1wai6; * 4. Mai 1883 in Sanshui, Kaiserreich China; † 10. November 1944 in Nagoya, Japan) war ein chinesischer Politiker der 1920er bis 1940er Jahre.
Wang Jingwei gehörte ursprünglich dem linken Flügel der Kuomintang (Nationale Volkspartei Chinas) an. Er überwarf sich aber mehrmals mit deren Führer Chiang Kai-shek und begründete schließlich sogar eine antikommunistische Kollaborations-Regierung mit den Japanern mit dem Sitz in Nanking.

## Biografie

### Frühe Jahre
Wang Jingwei wurde 1883 in Sanshui (三水), Provinz Guangdong geboren und studierte ab 1903 als Stipendiat in Japan. 1905 trat Wang dem Tongmenghui (chinesischer Revolutionsbund) unter Sun Yat-sen bei. 1910 versuchte er den Regenten 2. Prinz Chun (醇親王) zu ermorden. Das Attentat missglückte und er wurde zu lebenslanger Haft verurteilt. Er saß allerdings nur ein Jahr im Gefängnis und wurde während der Revolution im Jahr 1911 befreit.
Nach seiner Befreiung und der Gründung der Republik blieb er ein Anhänger Sun Yat-sens und wurde Vorsitzender des Zentralkomitees der 1912 gegründeten Nationalen Volkspartei Chinas Kuomintang (kurz KMT).

### Machtkampf in der Kuomintang
Nach Suns Tod im Jahre 1925 wurde der Parteivorsitz auf Chiang Kai-shek übertragen. Wang war zu diesem Zeitpunkt Anführer des linken Flügels der Partei. Nach der Einnahme Wuhans (Anfang 1927) während des Nordfeldzugs, den die Kuomintang noch zusammen mit den Kommunisten unternahm, um die Warlords im Norden Chinas zu zerschlagen, plädierte Wang für eine Kampfpause, für den Aufbau Wuhans zur neuen Hauptstadt und die Fortsetzung der Zusammenarbeit mit den Kommunisten.
Chiang Kai-shek, der auf eine schnelle Fortführung des Feldzugs drängte, führte unterdessen einen Kampf gegen die Kommunisten, der 1927 zur Trennung der kommunistischen Partei von der Kuomintang führte. Von Nanjing aus konnte Chiang Kai-shek die Machtbasis der Kuomintang weiter ausbauen, während Wang vergeblich versuchte, zusammen mit den Kommunisten in Wuhan eine revolutionäre Gegenregierung zu errichten. Wang und seine Gefolgsleute wurden von Chiang mit Kommunisten gleichgesetzt, was zu einer Verfolgung durch den rechten Flügel der Partei führte. Im September 1927 unterwarfen sich Wang und seine Anhänger wieder Chiangs Führung.
Im Winter 1928 gründete Wang in Shanghai zusammen mit Chen Gongbo, Wang Leping und Gu Mengyu eine Fraktion zur Reorganisation der Partei. Chiang, der mittlerweile die Chinesische Wiedervereinigung verwirklicht hatte, wurde von dieser Gruppe als Verräter an Suns Theorien angesehen. Als Anführer dieser sogenannten Reorganisierer konnte Wang mehrere Sympathisanten gewinnen. 1929 wurde die Gruppierung auf dem Parteitag der Kuomintang scharf verurteilt und Chen, Wang Leping und Gu aus der Partei ausgeschlossen. Wang erhielt eine Strafe.
Dies bestärkte die Gruppe in ihren Bemühungen, Chiang zu stürzen. Wang verbündete sich mit Feng Yuxiang und Yan Xishan, zwei chinesischen Kriegsherren, die einen Bürgerkrieg gegen Chiang führten. Im Juli rief Wang eine neue Hauptstadt der Kuomintang in Peking aus. In Zentralchina trafen die Streitkräfte Chiangs aus Nanjing und Wangs Armeen aufeinander. Eine Entscheidungsschlacht blieb aus, da sich im September 1930 Zhang Xueliang, der in der Mandschurei Truppen kommandierte, auf Chiangs Seite schlug. Die Truppen Wangs befanden sich nun in einem Zweifrontenkrieg und konnten aufgerollt werden.
1930 reiste Wang auch nach Deutschland, wo er den Kontakt zu Adolf Hitler suchte. Nach seiner Rückkehr nach China floh er in den Süden, wo er sich in Guangzhou einer Bewegung zur Unterstützung Hu Hanmins gegen Chiang anschloss. Diese Bewegung war zwar schwach, ermöglichte Wang aber einen Friedensschluss, und er konnte einen Posten in Nanjing unter Chiang als Anführer der Kuomintang antreten.

### Krieg mit Japan
In den 1930er Jahren dehnte Japan seine Expansion auf China aus, und 1931 kam es zur Mandschurei-Krise. Japan besetzte die Mandschurei und errichtete eine Marionettenregierung. Wang söhnte sich im gleichen Jahr mit Chiang aus und wurde von 1932 bis 1935 Regierungschef. Wang stellte sich auf die Seite der Kriegsbefürworter, jedoch lehnte Chiang einen offenen Krieg gegen Japan ab, da er seine Kräfte für die inneren Streitigkeiten sparen wollte. Die schweren militärischen Niederlagen in der Schlacht um Shanghai 1932 und der Verteidigung der Chinesischen Mauer 1933 sorgten für ein Umdenken Wangs, der nun einen Krieg gegen Japan für unmöglich hielt. Wang versuchte nun eine politische Lösung des Konfliktes anzustreben, was ihm aber gegen Teile der Kuomintang und die japanischen Interessen nicht gelang.
Im Zwischenfall von Xi’an 1936 meuterte die Armee der Kuomintang gegen Chiang Kai-shek und entführte ihn, bis er bereit war, ein Bündnis mit den Kommunisten gegen Japan einzugehen. Ein Jahr später kam es zum Zwischenfall an der Marco-Polo-Brücke und daraufhin zum Zweiten Japanisch-Chinesischen Krieg. Die chinesischen Truppen wurden von der japanischen Armee schnell zurückgeworfen, obwohl sie in der Zweiten Schlacht um Shanghai unerwartet starken Widerstand leisteten. Wang floh mit der Regierung aus Nanjing, als die Stadt von den Japanern in der Schlacht um Nanjing erobert wurde. Chongqing wurde zur Ausweichhauptstadt und daraufhin von den Japanern schwer bombardiert.
Die Japaner errichteten unterdessen in Nanjing eine neue chinesische Regierung, die von einigen Kriegsherrn unter Liang Hongzhi angeführt wurde und der sich einzelne Verbände der Kuomintang anschlossen, die beim Rückzug abgeschnitten wurden. Die Regierung besaß aber faktisch keinen Einfluss.

### Anführer derNeuorganisierten Regierung der Republik China

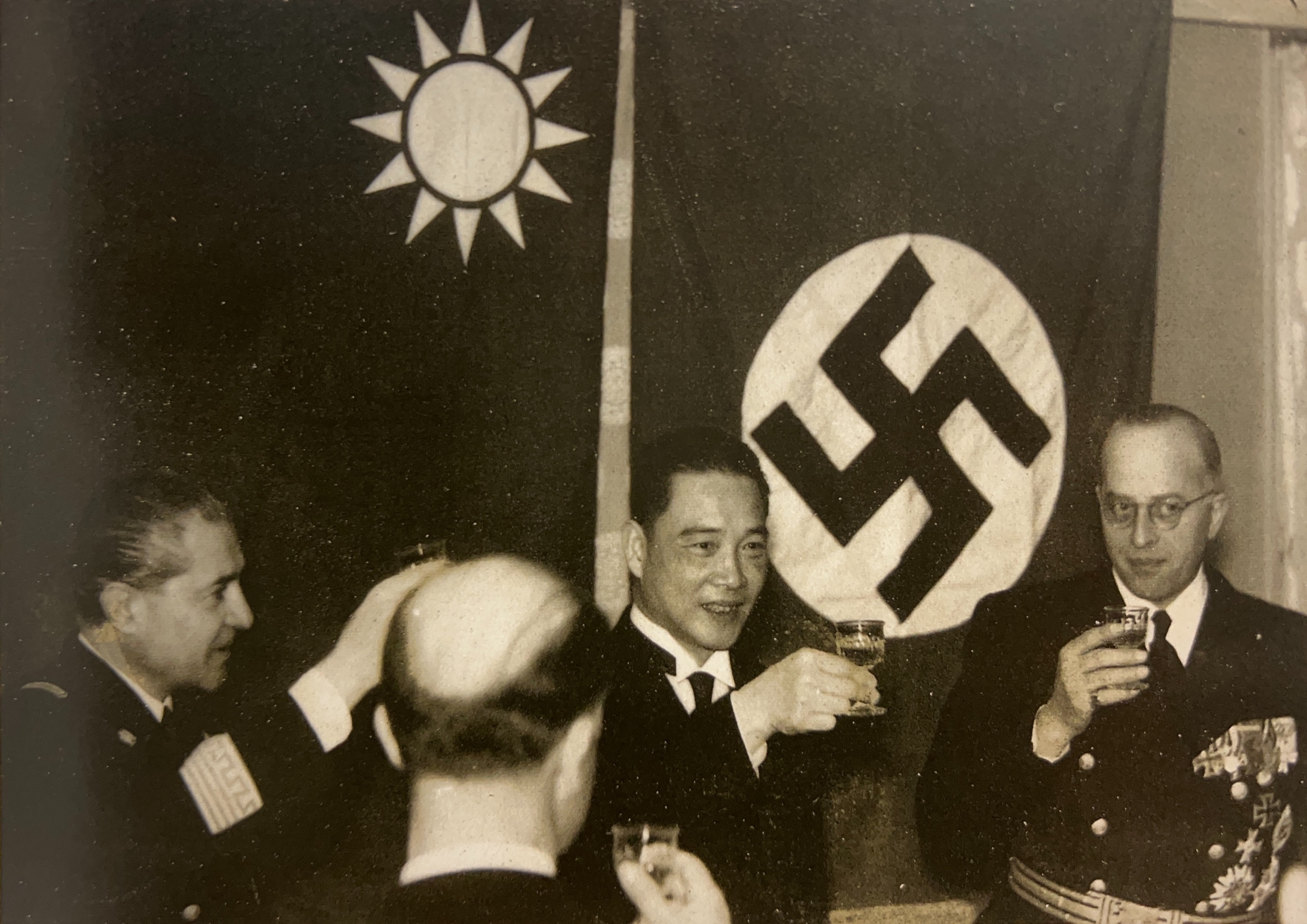
Wang Jingwei und der deutsche Botschafter Heinrich Georg Stahmer (1942)

1938 floh Wang aus Chongqing nach Hanoi, um mit dem japanischen Spion Doihara Kenji über Frieden zu verhandeln. Am 30. März 1940 gründete er unter japanischer Kontrolle die Neuorganisierte Regierung der Republik China in Nanjing. Die Japaner hatten zuvor Liangs Regierung aufgelöst.
Wang forderte die chinesische Bevölkerung auf, sich seiner Regierung anzuschließen, die Frieden mit den Japanern aushandeln wollte. Unter dem Ausruf Rückkehr in die Hauptstadt (還都,  huándū) versuchte er, Nanjing als einzige mögliche Hauptstadt und somit seine Regierung als einzig wahre Regierung darzustellen. Von 1940 bis 1944 wohnte Wang Jingwei in einem Haus im heutigen Bezirk Gulou. Die Reorganisierte Regierung berief sich wieder auf Suns Drei Prinzipien des Volkes und benutzte sogar die gleiche Flagge wie die Kuomintang, nur dass eine Aufschrift „Friedvoll, Antikommunistisch, Konstruktiv“ aufgedruckt wurde.
Die Friedensbedingungen der Japaner waren hart, und die Zustimmung kam einer Kapitulation gleich: Japan wollte Truppen in Nordchina stationieren, spezielle Wirtschaftskonzessionen im Jangtse-Tal und ein Verbot antijapanischer Bestrebungen. Außerdem sollte die Regierung die Abtretung Mandschukuos akzeptieren.
Wang unterzeichnete den Friedensvertrag. Dennoch misstrauten die Japaner der Regierung, und Wang war bemüht, sich den Japanern als Alliierter anzubieten. Trotzdem blieb die Regierung zum größten Teil machtlos und schaffte es auch nicht, das Volk zu überzeugen. Als immer stärker abzusehen war, dass der Pazifikkrieg sich gegen Japan entscheiden würde, erlaubte die japanische Regierung Wang 1943, den USA und Großbritannien den Krieg zu erklären. Japan überstellte der Regierung die ausländischen Besitztümer und vormals beschlagnahmtes Land und gab der Regierung mehr Macht. Dies kam jedoch zu spät, und das Misstrauen gegen die Regierung konnte nicht mehr aufgehoben werden. Die Japaner unternahmen 1944 Friedensmissionen nach Chongqing und umgingen dabei die Regierung unter Wang. Am 10. November 1944 verstarb Wang in Nagoya, Japan. Chen Gongbo folgte ihm ins Amt nach.

## Rezeption
Nach Angaben im SZ-Artikel lag das Grab von Wang Jingwei in Nanjing, am purpurnen Hügel, nahe dem Mausoleum von Staatsgründer Sun Yatsen, das von Millionen Chinesen besucht wird. Das Grab von Wang, „einem großen Verräter Chinas“ (漢奸,  hànjiān – „Verräter des Han-Volks; sinngemäß: chinesischer Vaterlandsverräter“) ist aber laut Inschrift im Januar 1946 gesprengt" worden.
In New York City gibt es die Stiftung The Wang Jingwei Irrecovable Trust die von seiner Enkelin Cindy Ho geleitet wird. sie veröffentlicht Schriften von ihm, allerdings bisher nur in Chinesisch.
Die in Frankfurt am Main lehrende Sinologin Zhiyi Yang (楊治宜 / 杨治宜,  Yáng Zhìyí) hat 2023 in Englisch die Biographie Poetry, History, Memory: Wang Jingwei and China in Dark Times über ihn veröffentlicht. Sie beschreibt darin nicht nur sein politisches Leben, wo sie ihn als "the most controversial figure in modern Chinese history" ("die meist umstrittene Person in der modernen chinesischen Geschichte") bewertet, sondern beschäftigt sich auch intensiv mit seiner Dichtung.
Die Süddeutsche Zeitung hat 2024 auf vier Seiten Die Geschichte von Magda und Keon veröffentlicht, in der es um eine Liebesgeschichte in den 1930er Jahren geht, die die Autoren über Jahre hin recherchieren. Es stellt sich heraus, dass Keon Chen, der während seines Maschinenbau-Studium in Aachen Magda kennenlernt, ein Neffe von Wang Jingwei ist. Anhand von dessen Fotos und Briefen konnten weitere Informationen auch über Wang Jingwei recherchiert werden, so dass es Anzeichen gibt, dass er in den 1930er Jahren (bei einem Deutschland-Aufenthalt aus medizinischen Gründen nach einem missglückten Attentat auf ihn) in Berchtesgaden Adolf Hitler getroffen hat.